# 卡图萨县 (佐治亚州)
卡图萨县（英語：Catoosa County）是位于美国佐治亚州西北部的一个县，面积421平方公里，县治灵戈尔德。根据2000年美国人口普查，共有人口53,282。
卡图萨县成立于1853年12月5日。